# Futsal în România
În România, futsalul a pătruns în secolul al XXI-lea, și prima ediție a Campionatului Național s-a desfășurat în 2002/2003. Competițiile interne sunt organizate de Federația Română de Fotbal.
Campionatul Național
- 2002/2003 	 AS Odorheiu Secuiesc
- 2003/2004 FC Bodu Bucuresti
- 2004/2005 AS Odorheiu Secuiesc
- 2005/2006 FC CIP Deva
- 2006/2007 FC CIP Deva
- 2007/2008 AS Odorheiu Secuiesc
- 2008/2009 FC CIP Deva

Cupa României
- 2003/2004 	 FC Bodu Bucuresti
- 2004/2005 	 MGA Bucuresti
- 2005/2006 	 Energoconstrucția Craiova
- 2006/2007 FC CIP Deva
- 2007/2008 AS CITY’US Târgu Mureș
- 2008/2009 AS CITY’US II Târgu Mureș

Supercupa Romaniei
- 2005/2006 	 MGA Bucuresti
- 2006/2007 	 Energoconstrucția Craiova
- 2007/2008 ACS Odorheiu Secuiesc
- 2008/2009 FC CIP Deva